# Submucosa
La submucosa es la capa de tejido que está situada debajo de la mucosa. En el tubo digestivo ocupa el espesor de la pared, entre la capa muscular de la mucosa y la capa muscular propia.
La capa submucosa está formada por tejido conjuntivo denso desordenado con presencia de vasos sanguíneos, vasos linfáticos, fibras nerviosas y prolongación de glándulas de la mucosa.
La submucosa (sub + mucosa) es para una membrana mucosa lo que la subserosa (sub + serosa) es para una membrana serosa. 

## Estructura
Los vasos sanguíneos, los vasos linfáticos y los nervios (todos los que suministran a la mucosa) pasarán por la submucosa. En la pared intestinal, los diminutos ganglios parasimpáticos se dispersan formando el plexo submucoso (o "plexo de Meissner") donde las neuronas parasimpáticas preganglionares se sinapsulan con las fibras nerviosas postganglionares que suministran a la muscularis mucosae. Histológicamente, la pared del canal alimentario muestra cuatro capas distintas (desde el lumen hacia afuera): mucosa, submucosa, muscularis externa y una membrana serosa o una adventicia.
En el tracto gastrointestinal y el tracto respiratorio la submucosa contiene las glándulas submucosas que secretan moco.

## Significado clínico
La identificación de la submucosa desempeña un papel importante en la endoscopia diagnóstica y terapéutica, en la que se utilizan cámaras especiales de fibra óptica para realizar procedimientos en el tracto gastrointestinal. Las anomalías de la submucosa, como los tumores del estroma gastrointestinal, suelen mostrar la integridad de la superficie de la mucosa.
La submucosa también se identifica en la ecografía endoscópica para determinar la profundidad de los tumores y para identificar otras anomalías. Una inyección de colorante, solución salina o epinefrina en la submucosa es imprescindible para la eliminación segura de ciertos pólipos. 
La resección endoscópica de la mucosa implica la remoción de la capa de la mucosa, y para que se haga de manera segura, se realiza una inyección submucosa de colorante para asegurar la integridad al comienzo del procedimiento.
Las capas submucosas uterinas femeninas son propensas a desarrollar fibromas durante el embarazo y a menudo son extirpadas al ser descubiertas.

## La submucosa del intestino delgado
La submucosa del intestino delgado (SIS) es el tejido submucoso del intestino delgado de los vertebrados. La SIS se obtiene la (típicamente de los cerdos) para el material estructural trasplantado en varias aplicaciones clínicas, típicamente mallas biológicas. Tienen una baja inmunogenicidad. Algunos de los usos que se están investigando incluyen la formación de un andamio para la regeneración del disco intervertebral.
A diferencia de otros materiales de andamiaje, el andamiaje de matriz extracelular SIS reabsorbible (SIS-ECM) es reemplazado por tejidos huéspedes bien organizados, incluyendo músculo esquelético diferenciado.

## Descubrimiento
Un artículo científico publicado en marzo de 2018 [5] proponía una revisión de la definición anatómica de la submucosa. Primero vieron un tejido no compacto que debería ser la submucosa usando una tecnología llamada endomicroscopia. Formaron la hipótesis de que la submucosa no era compacta como se había visto anteriormente en el análisis histológico, sino que formaba un patrón reticular. Para confirmar sus hallazgos, realizaron muestras fijas de la vía biliar en un medio congelante para conservar la forma de la submucosa. Luego realizaron un análisis histológico y con varias técnicas de tinción, describieron la submucosa como una red de bandas colágenas que separan los espacios abiertos, antes llenos de fluido. Estos espacios están bordeados por células CD34 positivas similares a fibroblastos. Sin embargo, estas células están desprovistas de características ultraestructurales que indiquen la diferenciación endotelial, incluyendo vesículas pinocíticas y cuerpos de Weibel-Palade. 

## Imágenes de la submucosa

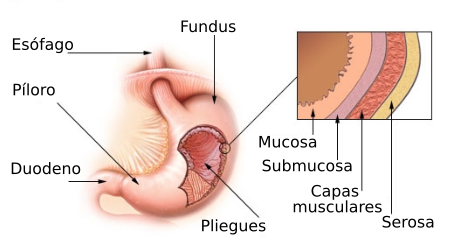
Estómago.
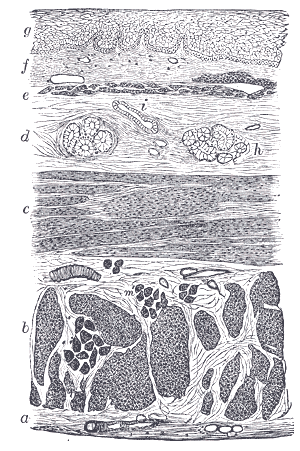
Sección del esófago humano. Moderadamente ampliada.
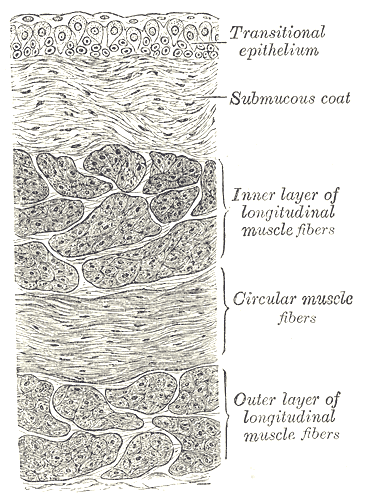
Sección vertical de la pared de la vejiga.
Estructura general de la pared intestinal que muestra la submucosa.